# Лихтенштајн (Виртемберг)
Лихтенштајн (њем. Lichtenstein) општина је у њемачкој савезној држави Баден-Виртемберг. Једно је од 26 општинских средишта округа Ројтлинген. Према процјени из 2010. у општини је живјело 9.062 становника. Посједује регионалну шифру (AGS) 8415092.

## Географски и демографски подаци
Лихтенштајн се налази у савезној држави Баден-Виртемберг у округу Ројтлинген. Општина се налази на надморској висини од 470 - 836 метара. Површина општине износи 34,2 km². У самом мјесту је, према процјени из 2010. године, живјело 9.062 становника. Просјечна густина становништва износи 265 становника/km².